# Contrato de empreitada
Contrato de empreitada é aquele em que uma das partes se sujeita à execução de uma obra, mediante remuneração a ser paga pelo outro contratante, de acordo com as instruções recebidas e sem relação de subordinação. É um contrato para execução de obra certa e determinada, sob a direção e a responsabilidade do construtor, mediante as condições ajustadas com o proprietário. As empreitadas são geralmente relacionadas a obras civis - construção, remodelação e demolição de edificações ou infraestrutura.
"Empreiteiro" é a designação dada a um indivíduo ou empresa que contrata com outro indivíduo ou organização (o dono da obra) a realização de obras de construção, renovação ou demolição de edifício, estrada ou  qualquer outra infraestrutura. O empreiteiro é por vezes designado empreiteiro geral quando subcontrata partes da obra a outras entidades - nesse caso designadas como sub-empreiteiros. Diz-se que o empreiteiro trabalha por empreitada, isto é, por obra ou tarefa, cuja retribuição é estipulada antecipadamente. O pagamento é feito mediante a entrega do serviço.
Por norma, os empreiteiros se dividem em dois grupos: aqueles que têm a sua equipe e trabalham com ela nas obras e aqueles que subcontratam partes da obra ou toda ela a outras empresas. Assim, aqueles que subcontratam são denominados empreiteiros gerais. Há mercado para os dois tipos de empreiteiros, dado que obras menores não necessitam forçosamente de serem subcontratadas, mas obras públicas, com vários locais de execução, por exemplo, são normalmente subcontratadas para garantir que a entrega é feita na data acordada. Em geral os empreiteiros são formados em Engenharia Civil ou Arquitetura. No entanto, para exercer a função de empreiteiro é necessário ter um alvará, que é uma espécie de licença de atividade. Os requisitos para conseguir o documento variam de Estado para Estado.